# Patxi Ruiz
Patxi Ruiz Giménez, conocido en el frontón como Patxi Ruiz (Estella, Navarra, 27 de febrero de 1980) es un expelotari profesional.
Debutó como profesional en el Labrit de Pamplona, en 1998, tras proclamarse campeón del mundo de mano parejas ese mismo año. Su mayor logro deportivo es el Campeonato manomanista de 2003 tras derrotar a Olaizola II en una final que tuvo que ser aplazada debido a una lesión de este último, de la cual recayó en la disputa de la misma. También logró una txapela menor con su victoria en el Campeonato navarro del Cuatro y Medio en 2004.
El 11 de enero de 2013 anunció que dejaría la pelota debido a una lesión de espalda que le impide competir a nivel profesional.

## Final manomanista
| Año  | Campeón    | Subcampeón  | Tanteo | Frontón   |
| ---- | ---------- | ----------- | ------ | --------- |
| 2003 | Patxi Ruiz | Olaizola II | 22-7   | Atano III |

## Final de mano parejas
| Año  | Campeones       | Subcampeones            | Tanteo | Frontón   |
| ---- | --------------- | ----------------------- | ------ | --------- |
| 2002 | Xala - Lasa III | Olaizola I - Patxi Ruiz | 22-19  | Atano III |